# Зозуля, Корней Андронович
 Корней Андронович Зозуля (1914 село Михайловка, Тульчинский район, Винницкая область — пропал без вести в ноябре 1944 в Амбуде, Румыния) — участник Великой Отечественной войны, полный кавалер ордена Славы.

## Биография
Родился в 1914 в селе Михайловка (Винницкая область) в крестьянской семье.
В 1936—1938 гг. служил в Красной Армии. С начала Великой Отечественной войны жил на оккупированной немцами территории. С марта 1944 вновь в Красной Армии.
27 апреля 1944 во время боёв за Боянень (Румыния), уничтожил более 10 солдат врага, 5 взял в плен и захватил 2 пулемёта врага. 19 мая 1944 награждён орденом Славы 3-й степени.
5 сентября 1944 во время боёв за Перши (Румыния),  уничтожил несколько вражеских солдат и захватил пулемёт противника (за эти действия 30 октября 1944 награждён орденом Славы 2-й степени).
24 октября 1944 возле города Амбуд (Румыния) подлез к пулемету противника, забросал его гранатами и уничтожил 4 солдат противника. 25 октября 1944 ранен, больше сведений о нём не поступало. Официально считается пропавшим без вести с ноября 1944.
28 апреля 1945 нарождён орденом Славы 1-й степени.

## Награды
Корней Андронович Золуля был награжден следующими орденами:
- Орден Славы I степени (24 апреля 1945);
- Орден Славы II степени (30 октября 1944);
- Орден Славы III степени (19 мая 1944).